# Georges Mathys
Georges Mathys (ur. 1 maja 1940 we Wrocławiu) – szwajcarski hokeista na trawie.
Reprezentował swój kraj podczas igrzysk olimpijskich w Rzymie (1960) – Szwajcarzy zajęli 15. miejsce w klasyfikacji generalnej turnieju hokeja na trawie mężczyzn podczas tych igrzysk. Mathys wziął udział w dwóch przegranych meczach fazy grupowej (2:4 z Belgią oraz 1:5 z Hiszpanią).
Jego żoną jest Meta Antenen – utytułowana lekkoatletka.